# Aborrajado

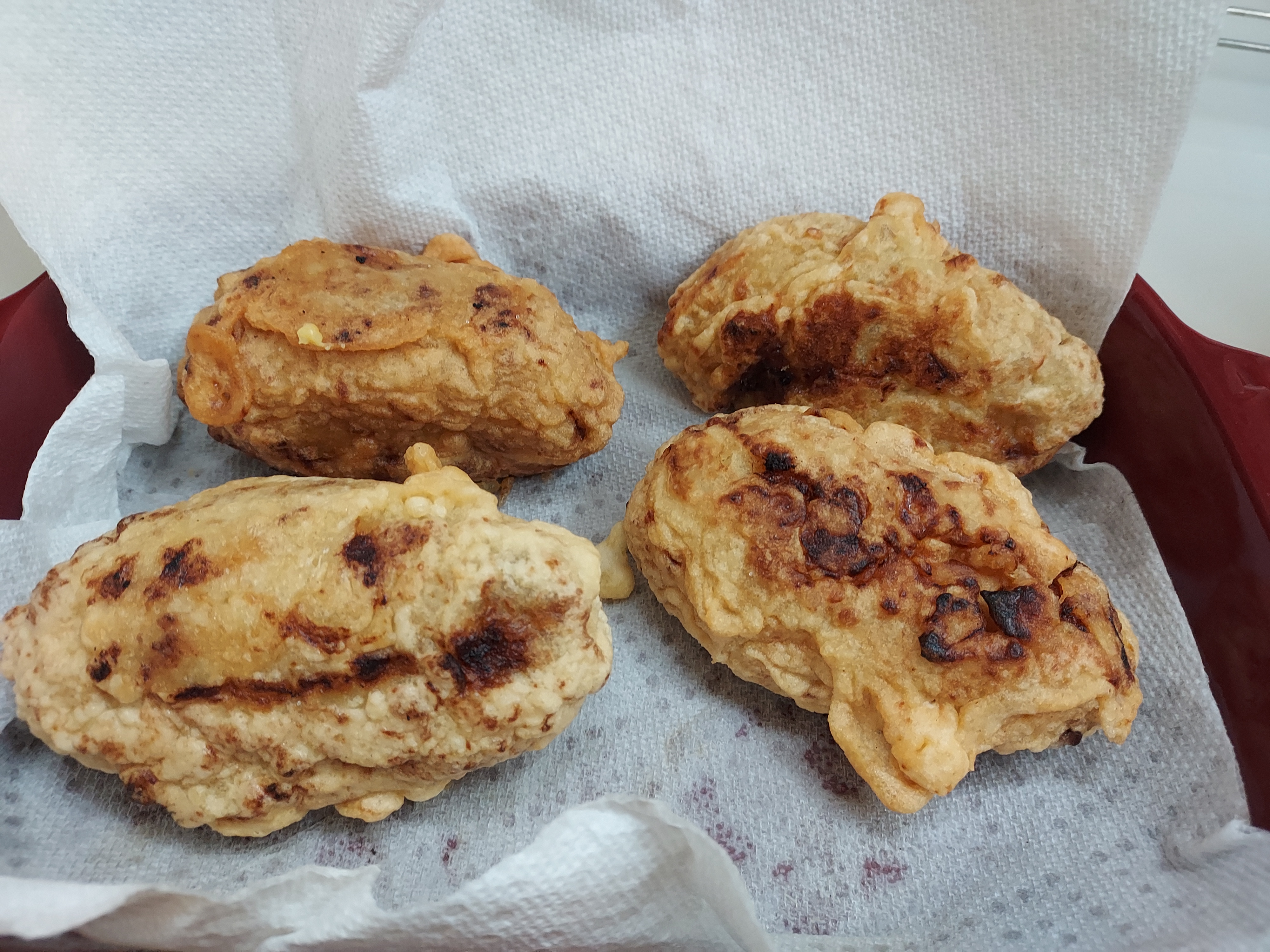
Aborrajados con plátano maduro, queso y pasta de guayaba.

El aborrajado es un plato típico valluno, en el que se usa plátano y queso. Para prepararlo, se fríen y se rellenan con el queso campesino y bocadillo. Luego, se cubre con una mezcla a base de harina, leche y huevos; por último se agrega azúcar y sal.

## Historia
La mayoría de los países tienen culturas híbridas —pues tienen influencia de otras costumbres— y por esto en la gastronomía pasa igual. Colombia está formada por la influencia de otras culturas que llegaron en la época de la conquista y después durante el siglo XIX y siglo XX. La cultura con más influencia para la cocina de Colombia, y especialmente la vallecaucana, fue la cultura Indígena, y la española, que llegó en los viajes del descubrimiento; también la africana, que trajeron los iberos como esclavos para trabajar en las minas y los cañaverales quienes llegaron en el siglo XVII y el siglo XVIII. Para el siglo XIX llegaron los franceses y los ingleses, quienes enseñaron su gastronomía empleada a toda clase de platillos e ingredientes. 
Este plato típico viene de la tradición africana, fue nombrado “fufú” originalmente; surgió en Guapi (Cauca) con sazón de las esclavas encargadas de la cocina en el siglo XIX, el cual después al llegar al Valle del Cauca se le agregó la harina de trigo y el huevo. Los americanos lo empezaron a hacer con plátano verde frito, relleno de cerdo, que en Cali se conoce como marranitas; en el Magdalena le dieron el nombre de ‘cállele’ y de ‘Dala’ en Tumaco.

## Tipos de aborrajado

### Aborrajado vallecaucano actual
Es una porción de plátano maduro relleno con queso y recubierto por una crocante capa muy delgada, con un nivel de harina más bajo que el original. El plátano guayabo o plátano pacífico es una variedad híbrida. La cubierta no necesariamente debe llevar huevo. Lo ideal es prepararlo con solo queso, en algunas ocasiones las personas les agregan bocadillo.

### Aborrajado tradicional
El aborrajado valluno es una preparación típica con más de cien años de antigüedad realizada con plátano maduro y relleno con queso, muy típico en Vélez y el Eje Cafetero.